# Sten Stensen
Sten Einar Stensen (* 18. prosince 1947 Drammen) je bývalý norský rychlobruslař.
Prvního evropského šampionátu se zúčastnil v roce 1969, kdy se umístil na 21. místě. O rok později debutoval sedmou příčkou na Mistrovství světa ve víceboji, v roce 1971 byl již pátý. Startoval na Zimních olympijských hrách 1972, kde v závodech na 5000 m a 10 000 m vybojoval bronzové medaile, o několik týdnů později dosáhl na světovém vícebojařském šampionátu čtvrtého místa. V roce 1973 získal na Mistrovství světa ve víceboji stříbrnou medaili, o rok později šampionát vyhrál. Zvítězit na mistrovství Evropy se mu podařilo v roce 1975, roku 1976 si přivezl stříbrné medaile jak ze světového, tak i kontinentálního vícebojařského šampionátu. Na zimní olympiádě 1976 vyhrál závod na 5000 m, na dvojnásobné distanci si dobruslil pro stříbro. Dalších dvou medailí na mistrovstvích a či umístění pod stupni vítězů dosáhl v letech 1977 a 1978. Po sezóně 1977/1978 ukončil sportovní kariéru.
V letech 1974 a 1976 obdržel cenu Oscara Mathisena.